# Ernest Cole: Lost & Found
Ernest Cole: Lost & Found er en fransk-amerikansk dokumentarfilm fra 2024, der er instrueret af den haitianske instruktør Raoul Peck. Peck, der også er tidligere kulturminister, stod en halv snes år tidligere bag den Oscarnominerede dokumentarfilm I Am Not Your Negro og fortsatte med filmen om Ernest Cole i samme spor. Cole var en sort sydafrikansk fotograf, der med sine fotografier anskueliggjorde Apartheidlovene og deres konsekvenser for den sorte sydafrikanske befolkning. Han udgav i 1967 fotobogen House of Bondage om livet under apartheidstyret set med en sort mands øjne og måtte resten af sit liv leve i eksil. Filmen beskriver Coles liv og viser ikke mindst mange af hans uafrystelige fotografier med den amerikanske skuespiller Lakeith Stanfield som fortæller.

## Handling
Filmen portrætterer Ernest Cole, der var den første sorte fotograf, hvis billeder af apartheidsystemet i Sydafrika blev udbredt i en større offentlighed. Coles foto-essay "House of Bondage" udkom i 1967 og førte til, at han i resten af sit liv måtte leve i eksil i USA og Europa. I 2017 blev 60.000 af Coles negativer, som indtil da ikke var kendte, fundet i en bankboks i Sverige. Dette fund danner rammehistorien i Pecks film. Her tager instruktøren publikum med på en hvileløs rejse, der viser Coles udfordring som kunstner, hans vrede og hans frustration, som i lange perioder fik ham til helt at lægge kameraet fra sig. Filmen drager også paralleller med andre eksilerede kunstnere og flygtninge fra Afrika, som er havnet i en vestlig verden, som det ikke lykkes dem at omfavne eller blive accepteret af.

## Modtagelse

### Danmark
Filmmagasinet Ekko gav filmen fem stjerner ud af seks i sin anmeldelse. Magasinet skrev, at filmen var en uafrystelig dokumentation af racediskriminationen både i Coles hjemland Sydafrika og i hans eksil i USA. Politiken tildelte ligeledes fem hjerter og kaldte den en uhyggelig fortælling, men samtidig poetisk skåret. I Informations anmeldelse kaldte Lone Nikolajsen filmen for fængende og dens klipning for usædvanligt elegant.

### USA
På det amerikanske websted Rotten Tomatoes, der opsummerer amerikanske mediers filmanmeldelser, var 97 % af de 34 indsamlede anmeldelser positive.